# Ronde van Italië 2016/Negentiende etappe
De negentiende etappe van de Ronde van Italië 2016 werd gereden op 27 mei 2016. Het was een bergetappe van Pinerolo naar het Franse skioord Risoul. Deze etappe was 162 kilometer lang en voerde over de Agnelpas. Deze col was dit jaar met 2744 meter de zogenaamde Cima Coppi, het hoogste punt van deze Giro. De klim naar de top is ruim 21 kilometer lang, met een stijgingspercentage van gemiddeld 6,8%. Na de top volgt een afdaling en een 12 kilometer lange klim naar de finish in Risoul. Deze laatste klim kent een gemiddeld stijgingspercentage van 6,9%.

## Verloop
Pas op 75 kilometer van de meet op de flanken van de Agnelpas ontstaat de eerste ontsnapping van de dag met daarbij 28 renners. De belangrijkste namen daarbij zijn Diego Ulissi, Matteo Montaguti, Stefano Pirazzi, Maxime Monfort, Tim Wellens, Michele Scarponi, Georg Preidler, Damiano Cunego en Nicolas Roche. De beste geplaatste renner is Hubert Dupont op de 14de plaats op 22'30" van Steven Kruijswijk. In de kopgroep zijn Ulissi, Scarponi en Jegor Silin de eersten die demarreren op de Agnelpas. Scarponi gaat solo verder.
In het peloton der favorieten, zes minuten verder, versnellen Kruijswijk, Esteban Chaves, Vincenzo Nibali en Rafał Majka. Onder meer Alejandro Valverde, nummer drie in de stand, en Ilnoer Zakarin dienen te passen. Scarponi haalt de Cima Coppi binnen. In de afdaling van de Agnelpas valt Kruijswijk, waardoor Chaves en Nibali meer dan een minuut voorsprong kunnen nemen. Zakarin valt ook zwaar in de afdaling en moet opgeven. Voorin is Monfort komen aansluiten bij Scarponi. Op 40 kilometer van de meet naderen Chaves en Nibali tot op 3'54" van de koplopers. Kruijswijk zit op dat moment op 5'25".
Op 32 kilometer van de meet vertraagt Scarponi om zijn ploegmaat Nibali op te wachten. Monfort is alleen leider. Op 20 kilometer van de meet zit alles weer op een zakdoek. Nibali en Chaves hebben een tiental seconden voorsprong op een groepje met Valverde. Kruijswijk zit op 45 seconden met onder meer Andrey Amador en Bob Jungels.
Wanneer Nibali en Chaves Monfort bijhalen, hebben ze 1'10" voorsprong op Valverde en 2'38" op Kruijswijk. Op zes kilometer van de meet is het verschil met koplopers Chaves, Nibali, maar ook Mikel Nieve en Diego Ulissi ongeveer drie minuten, het verschil in de stand tussen Chaves en Kruijswijk. Op vijf kilometer van de meet gaat Nibali solo. Hij wint met bijna een minuut voorsprong op Chaves, die de nieuwe leider wordt. Kruijswijk verliest bijna vijf minuten.

## Uitslag
| Pinerolo naar Risoul (162 km) |                    |                             |          |
| Plaats                        | Naam               | Ploeg                       |          |
| Winnaar                       | Vincenzo Nibali    | Astana Pro Team             | 4u19'54" |
| 2                             | Mikel Nieve        | Team Sky                    | + 51"    |
| 3                             | Esteban Chaves     | Orica GreenEDGE             | + 53"    |
| 4                             | Diego Ulissi       | Lampre-Merida               | + 1'02"  |
| 5                             | Rafał Majka        | Tinkoff                     | + 2'14"  |
| 6                             | Alejandro Valverde | Movistar Team               | z.t.     |
| 7                             | Rigoberto Urán     | Cannondale Pro Cycling Team | z.t.     |
| 8                             | Georg Preidler     | Team Giant-Alpecin          | + 2'43"  |
| 9                             | Nicolas Roche      | Team Sky                    | + 2'51"  |
| 10                            | Hubert Dupont      | AG2R La Mondiale            | z.t.     |
| 11                            | Maxime Monfort     | Lotto Soudal                | + 3'00"  |
| 12                            | André Cardoso      | Cannondale Pro Cycling Team | + 3'07"  |
| 13                            | Darwin Atapuma     | BMC Racing Team             | + 3'36"  |
| 14                            | Bob Jungels        | Etixx-Quick Step            | + 3'45"  |
| 15                            | Andrey Amador      | Movistar Team               | + 4'30"  |
|                               |                    |                             |          |
| 16                            | Steven Kruijswijk  | Team LottoNL-Jumbo          | + 4'54"  |

## Klassementen
| Algemeen klassement |                     |                             |           |
| Plaats              | Naam                | Ploeg                       | Tijd      |
| Roze trui           | Esteban Chaves      | Orica GreenEDGE             | 78u14'20" |
| 2                   | Vincenzo Nibali     | Astana Pro Team             | + 44"     |
| 3                   | Steven Kruijswijk   | Team LottoNL-Jumbo          | + 1'05"   |
| 4                   | Alejandro Valverde  | Movistar Team               | + 1'48"   |
| 5                   | Rafał Majka         | Tinkoff                     | + 3'59"   |
| 6                   | Bob Jungels         | Etixx-Quick Step            | + 7'53"   |
| 7                   | Andrey Amador       | Movistar Team               | + 9'34"   |
| 8                   | Rigoberto Urán      | Cannondale Pro Cycling Team | + 8'53"   |
| 9                   | Kanstantsin Siwtsow | Dimension Data              | + 13'19"  |
| 10                  | Domenico Pozzovivo  | AG2R La Mondiale            | + 14'11"  |

| Puntenklassement |                 |                  |        |
| Plaats           | Naam            | Ploeg            | Punten |
| Rode trui        | Giacomo Nizzolo | Lampre-Merida    | 185    |
| 2                | Diego Ulissi    | Lampre-Merida    | 152    |
| 3                | Matteo Trentin  | Etixx-Quick Step | 141    |
| 4                | Daniel Oss      | BMC Racing Team  | 127    |
| 5                | Sacha Modolo    | Lampre-Merida    | 126    |

| Bergklassement |                   |                    |        |
| Plaats         | Naam              | Ploeg              | Punten |
| Blauwe trui    | Damiano Cunego    | Nippo-Vini Fantini | 134    |
| 2              | Mikel Nieve       | Team Sky           | 98     |
| 3              | Stefan Denifl     | IAM Cycling        | 73     |
| 4              | Darwin Atapuma    | BMC Racing Team    | 69     |
| 5              | Giovanni Visconti | Movistar Team      | 61     |

| Jongerenklassement |                 |                             |           |
| Plaats             | Naam            | Ploeg                       | Tijd      |
| Witte trui         | Bob Jungels     | Etixx-Quick Step            | 78u22'13" |
| 2                  | Sebastián Henao | Team Sky                    | + 22'09"  |
| 3                  | Valerio Conti   | Lampre-Merida               | + 59'22"  |
| 4                  | Davide Formolo  | Cannondale Pro Cycling Team | +1u02'00" |
| 5                  | Joe Dombrowski  | Cannondale Pro Cycling Team | +1u31'19" |

| Ploegenklassement (tijd) |                             |            |
| Plaats                   | Ploeg                       | Tijd       |
| 1                        | Astana Pro Team             | 235u05'37" |
| 2                        | Cannondale Pro Cycling Team | + 12'09"   |
| 3                        | Movistar Team               | + 18'56"   |
| 4                        | AG2R La Mondiale            | + 27'27"   |
| 5                        | Team Sky                    | + 38'25"   |

## Opgaves
- Giulio Ciccone (Bardiani CSF)
- Ilnoer Zakarin (Team Katjoesja)
- Carlos Betancur (Movistar Team)
- Philip Deignan (Team Sky)

1e etappe ·
2e etappe ·
3e etappe ·
4e etappe ·
5e etappe ·
6e etappe ·
7e etappe ·
8e etappe ·
9e etappe ·
10e etappe ·
11e etappe ·
12e etappe ·
13e etappe ·
14e etappe ·
15e etappe ·
16e etappe ·
17e etappe ·
18e etappe ·
19e etappe ·
20e etappe ·
21e etappe
Startlijst · Eindstanden · Afbeeldingen